# Стражи Галактики (2008)
Стра́жи Гала́ктики (англ. Guardians of the Galaxy) — команда супергероев из комиксов издательства Marvel Comics. Команда впервые появилась в комиксе Guardians of the Galaxy vol. 2 #1 в мае 2008 года и была сформирована Дэном Абнеттом и Энди Ланнингом из персонажей, созданных разными писателями и художниками. Является второй командой, носящей данное название; первая команда была создана в 1969 году Арнольдом Дрейком и Джином Коланом.

## История публикаций
Выпуск Guardians of the Galaxy (vol. 2), написанный Дэном Абнеттом и Энди Ланнингом, вышел в мае 2008 года и показал новую команду, состоящую из персонажей, действующих в истории «Аннигиляция: Завоевание».
Серия шла параллельно с Nova vol. 4, которая также была написана Абнеттом и Ланнингом. Их персонажи встречались в сюжетных арках War of Kings и Realm of Kings. Пол Пеллетье был художником первых семи выпусков. Брэд Уокер и Уэс Крейг чередовались в выпусках с 8 по 25.
Серия была закончена в апреле 2010 года на 25 выпуске. Некоторые сюжетные линии были завершены в «Императиве Таноса» №№1-6 и двух его одиночных выпусках (май 2010 — январь 2011).
Команда была вновь собрана в Avengers Assemble №№4-8 (июнь — октябрь 2012).
Серия была возобновлена в 2013 году в рамках Marvel NOW!.

## История команды
В период после Аннигиляции Звёздный Лорд решил сформировать межзвёздную команду героев, которые будут активно защищать Галактику, а не реагировать на кризисы по случаю, как это было во время Аннигиляции. С этой целью он вербует Адама Уорлока, Дракса Разрушителя, Гамору, Файлу-Велл (нового Квазара), Енота Ракету и Грута, а также Мантис в качестве вспомогательного члена. По рекомендации своего союзника, Новы, группа базируется на космической станции «Забвение», которая обладает системой телепортации с почти универсальным диапазоном. С командой тесно сотрудничает разумная собака-телепат по имени Космо, являющаяся главой безопасности «Знания». После конфронтации с Вселенской церковью истины команда встречает человека, наполовину потерявшего память, который называет себя Вэнсом Астро, это был Майор Победа, член первых Стражей Галактики. Вэнс Астро предлагает пока ещё безымянную команду назвать «Стражами Галактики». Когда команда узнаёт, что Звёздный Лорд приказал Мантис телепатически принудить героев к вступлению в команду, они расходятся.
Енот Ракета решил продолжить миссию Звёздного Лорда и начал поиск пропавших членов. Он попросил Жука присоединиться к команде, вернул в команду Грута, а также Мантис и Майор Победа стали полноценными членами.
Между тем Звёздный Лорд был сослан в Негативную зону Ронаном Обвинителем за свои действия во время попытки Фаланги завоевать Империю Крии. Там он обнаруживает себя в центре борьбы короля Бластаара, пытающегося захватить тюрьму № 42 и использовать её портал для вторжения на Землю. Звёздный Лорд вместе со своим союзником Джеком Флагом защищают тюрьму и связываются с другими Стражами для спасения. Новая команда Реактивного Енота успешно возвращает их, и Джек Флаг становится членом команды.
В это время Дракс и Файла-Велл начинают искать их подругу Камми, но поиски сводят их с провидцем, который рассказывает им о надвигавшейся войне. Файла смогла вернуть к жизни Лунного дракона, но потеряла свои Квантовые браслеты. Последствием для Файлы стало то, что она теперь являлась новым аватаром смерти. Они вернулись на «Знание» и перестали заниматься поиском Камми.

### Война королей
Адам Уорлок и Гамора вернулись и сообщили о Войне королей. Они разделились на три команды, по одной на Крии и Ши'ар, и одна команда остаётся на «Знании» чтобы координировать. Команда Крии связывается с Чёрным Громом и Нелюдьми, но их просьбы о мире были отвергнуты. Команда Ши’ар подвергается нападению Вулкана и Имперской гвардии, что привело их к союзу со Звёздными гасителями.
Звёздный Лорд, Мантис, Жук, Джек Флаг и Космо переносятся в XXXI век к Стражам Галактики той эпохи, которые предупреждают их о создании всеразрушающего энергетического раскола, вызвавшего Дефект. Застрявшая в будущем команда отправляет сообщение для Адама Уорлока в XXI век. Уорлок не в силах остановить создание Дефекта, но в состоянии сдержать его заклинанием, которое требует стабильности. Уорлок выбирает то, которое он ранее стёр, в результате чего он становится Магусом. Команда Звёздного Лорда с помощью Канга-Завоевателя возвращается в тот момент времени. Чтобы спастись, Магус фальсифицирует свою смерть, смерть Мантис, Космо, Майора Победы, Мученицы и Гаморы.
Мученица освобождается с помощью Водоворота, а также позволяет Мантис вызвать других Стражей с помощью телепатии. Когда те приходят на помощь, Файла-Велл, находясь в заблуждении Водоворота, освобождает Таноса. Танос убивает Мученицу, но попадает в плен к Стражам и помещается на «Знание» как заключённый.

### Императив Таноса
Когда вселенная была захвачена альтернативной вселенной «Канкерверс», Стражи берут Таноса в «Канкерверс» в попытке закончить войну раньше. Попутно Дракс нападает на Таноса, но погибает. Они в конечном счёте имеют успех в прекращении войны, но Танос остается в ярости, обещая убить всех. Наряду с Нова Звёздный Лорд остаётся в разваливающейся «Канкерверс».
После исчезновения Звёздного Лорда Стражи распустились. Тем не менее, веря в своё дело, Космо собрал другую команду под названием «Аннигиляторы». Енот Ракета и Грут позже воссоединились и решили продолжить наследие Стражей, после чего дуэт предотвратил инцидент на родине Енота, Полумире..
Новая команда появляется на Земле, чтобы помочь Мстителям против Таноса.

### Marvel NOW!
В данный момент в Marvel NOW! произошли изменения в составе команды, а именно в команду вошли: Агент Веном и Капитан Марвел.

## Состав команды
| Персонаж                            | Настоящее имя                 | Вступление в команду                             | Примечания |
| ----------------------------------- | ----------------------------- | ------------------------------------------------ | --- |
| Адам Уорлок                         | Адам Уорлок                   | Guardians of the Galaxy vol. 2 #1 (июль 2008)    | |
| Дракс Разрушитель                   | Артур Сампсон Дуглас          | Guardians of the Galaxy vol. 2 #1 (июль 2008)    | |
| Гамора                              |                               | Guardians of the Galaxy vol. 2 #1 (июль 2008)    | |
| Звёздный Лорд                       | Питер Квилл                   | Guardians of the Galaxy vol. 2 #1 (июль 2008)    | Лидер команды |
| Квазар, также известна как Мученица | Файла-Велл                    | Guardians of the Galaxy vol. 2 #1 (июль 2008)    | Поменяла имя на Мученицу в Guardians of the Galaxy vol. 2, #12 (май 2009)                                                  |
| Енот Ракета                         | Ракета                        | Guardians of the Galaxy vol. 2 #1 (июль 2008)    | Являлся временным лидером во время отсутствия Звёздного Лорда                                                              |
| Грут                                | Грут                          | Guardians of the Galaxy vol. 2 #7 (январь 2009)  | Появился в качестве молодого дерева в Guardians of the Galaxy vol. 2 #1 (июль 2008), позже получил активную роль в команде |
| Мантис                              | Брандт                        | Guardians of the Galaxy vol. 2 #7 (январь 2009)  | Служила в качестве советника с Guardians of the Galaxy vol. 2 #1 (июль 2008), позже стала активным участником              |
| Майор Победа                        | Вэнс Астро                    | Guardians of the Galaxy vol. 2 #7 (январь 2009)  | Член оригинальных Стражей Галактики                                                                                        |
| Жук (The Bug)                       | Жук                           | Guardians of the Galaxy vol. 2 #7 (январь 2009)  | Не путать c другим персонажем Marvel с похожим именем.                                                                     |
| Джек Флаг                           | Джек Флаг                     | Guardians of the Galaxy vol. 2 #9 (март 2009)    | |
| Космо, Космическая собака           | Космо                         | Guardians of the Galaxy vol. 2 #12 (май 2009)    | Помогал команде в Guardians of the Galaxy vol. 2 #1 (июль 2008) перед тем как официально присоединиться                    |
| Лунный дракон                       | Хизер Дуглас                  | Guardians of the Galaxy vol. 2 #12 (май 2009)    | Возрождена Драксом и Файлой-Велл                                                                                           |
| Железный человек                    | Энтони Эдвард «Тони» Старк    | Avengers Assemble #8 (октябрь 2012)              | |
| Анжела                              | Анжела                        | Guardians of the Galaxy vol. 3 #9 (февраль 2014) | |
| Агент Веном                         | Юджин «Флэш» Томпсон          | Guardians of the Galaxy Free Comic Book Day      | |
| Капитан Марвел                      | Кэрол Денверс                 | Guardians of the Galaxy Free Comic Book Day      | |
| Китти Прайд                         | Кэтри Энн Прайд               | Guardians of the Galaxy vol. 3 #26 (2015)        | |
| Существо                            | Бенджамин Джейкоб «Бен» Гримм | Guardians of the Galaxy vol. 4 #1 (2015)         | |
| Человек-муравей                     | Скотт Лэнг                    | All-New Guardians of the Galaxy #12 (2017)       | |
| Бета Рэй Билл                       | Бета Рэй Билл                 | Guardians of the Galaxy vol. 5 #1 (2019)         | |
| Космический Призрачный гонщик       | Фрэнк Касл                    | Guardians of the Galaxy vol. 5 #1 (2019)         | Альтернативная версия Карателя                                                                                             |

## Появления вне комиксов

### Мультсериалы
- Звёздный Лорд, Адам Уорлок и Гамора появляются в анимационном фильме «Планета Халка» в качестве зрителей арены.
- Стражи Галактики, состоящие из Звёздного Лорда, Адама Уорлока, Файлы-Велл, Енота Ракеты и Грута, появились в серии «Майкл Корвак» 2 сезона мультсериала «Мстители. Величайшие герои Земли»[31].
- Команда появляется в одноимённой серии мультсериала «Совершенный Человек-паук»[32].
- Стражи Галактики в составе Звёздного Лорда, Гаморы, Дракса, Енота Ракеты и Грута появляются в мультсериале «Мстители, общий сбор!»
- В четырёх эпизодах аниме «Marvel Disk Wars: The Avengers[англ.]».
- Marvel и Disney в 2015 году выпустили самостоятельный мультсериал «Стражи Галактики»[33][34].

### Фильмы
- Фильм «Стражи Галактики», являющийся частью Кинематографической вселенной Marvel, вышел 31 июля 2014 года, команда состояла из Звёздного Лорда (Крис Прэтт), Гаморы (Зои Салдана), Дракса Разрушителя (Дэвид Батиста), Ракеты (Брэдли Купер) и Грута (Вин Дизель). Режиссировал фильм Джеймс Ганн.[35][36] Антагонистами фильма выступили Ронан Обвинитель (Ли Пейс), Небула (Карен Гиллан), а также Танос (Джош Бролин).

- Сиквел фильма вышел в 2017 году. В нём к команде присоединились Йонду (Майкл Рукер), Небула (Карен Гиллан), Краглин (Шон Ганн) и дебютирующая в фильме Мантис (Пом Клементьефф). Главным антагонистом стала живая планета Эго, роль которой исполнил Курт Рассел. Также в фильме была прямая отсылка на Адама Уорлока, созданного расой суверенов.

- Стражи Галактики в составе Звёздного Лорда, Гаморы, Дракса, Ракеты, Грута и Мантис появились в фильме «Мстители: Война Бесконечности» 2018 года. Они прилетают на сигнал бедствия асгардийского корабля и встречают Тора. После этого команда разделяется. Ракета и Грут сопровождают Тора на Нидевелир, где тот получает новое оружие. Звёздный Лорд, Гамора, Дракс и Мантис отправляются на Забвение для защиты находящегося там Камня реальности, но их опередил ожидавший их Танос. Он похищает Гамору и, угрожая расправой над находящейся у него в плену Небулой, выпытывает у неё местонахождение Камня души, затем по прибытии на Вормиру убивает Гамору для получения камня. Сбежавшая Небула связывается со Стражами и просит их прибыть на Титан. Там у них завязывается небольшой конфликт с Железным человеком, Человеком-пауком и Доктором Стрэнджем, после чего все вместе они противостоят Таносу, пытающемуся завладеть Камнем времени. Ракета и Грут прибывают вместе с получившим новое оружие Тором в Ваканду, где участвуют в битве за Камень разума. После того, как Танос собрал все камни и вызвал уничтожение половины населения Вселенной, из Стражей остаются только Ракета и Небула.

- Ракета и Небула помогают Мстителям путешествовать в прошлое, чтобы получить Камни Бесконечности, поделившись своими знаниями о Камнях Силы и Души, чтобы помочь Мстителям в поиске подходящего момента в истории. Ракета и Тор забирают Камень Реальности из Асгарда в 2013 году. Небула помогает Джеймсу Роудсу в 2014 году остановить Квилла и забрать Камень Силы. При этом она непреднамеренно связывается со своей версией из прошлого. Танос анализирует воспоминания Небулы с помощью ее кибернетических имплантатов, после чего заменяет её на версию из прошлого, которая и перемещается в настоящее. Пока Мстители с помощью Камней восстанавливают всех, кого Танос стёр по щелчку, Небула перемещает из прошлого корабль Таноса. Гамора становится союзницей Небулы из настоящего, и они мешают Небуле из прошлого забрать Камни бесконечности у Клинта Бартона, в результате чего Небула из настоящего убивают свою версию из прошлого. Вернувшиеся по щелчку Халка Стражи Галактики перемещаются на Землю через порталы, созданные Доктором Стрэнджем, и участвуют в битве с силами Таноса. После победы над Таносом Тор отрекается от престола как Король Асгарда, назначая Валькирию своей царицей, решив путешествовать со Стражами, назвав их «Асгардцами Галактики». Перед тем, как покинуть Землю, Квилл пытается найти Гамору 2014 года.

- Тор и Корг путешествуют в составе Стражей Галактики, куда также входят Звёздный Лорд, Дракс, Ракета, Грут, Мантис, Небула и Краглин. Затем они покидают команду для того, чтобы противостоять Горру — Убийце богов.

- Стражи Галактики в составе Звёздного Лорда, Дракса, Ракеты, Грута, Мантис, Небулы и Краглина купила Забвение, где обустроилась. К команде присоединилась Космо, советская собака-телепат.

- После того, как Ракета был тяжело ранен Адамом Уорлоком, Стражи Галактики, пытаясь спасти жизнь друга, вступают в противостояние с его создателем — Высшим Эволюционером. К команде временно присоединяется версия Гаморы из 2014 года, ставшая членом Опустошителей. После победы Гамора возвращается к Опустошителям, Питер Квилл прилетает на Землю и встречает там своего деда Джейсона Квилла, Мантис отправляется в путешествие с Абилисками, а Небула и Дракс остаются управлять Забвением. Ракета становится новым лидером команды, куда помимо Грута, Краглина и Космо вступают перешедший на сторону добра Адам Уорлок, его питомец Блёрп и Файла — девочка, спасённая из плена Высшего Эволюционера.